# Blauwgrijze honingeter
De blauwgrijze honingeter (Conopophila whitei) is een zangvogel uit de familie honingeters (Meliphagidae). Het is een endemische vogelsoort uit Australië.

## Beschrijving
De blauwgrijze honingeter is 10,5 tot 11,5 cm lang, het is een grijsbruine vogel, de minst opvallende van alle Australische honingeters. De oorstreek is donkerder dan bij andere soorten en hij heeft een vage, lichte oogring.

## Verspreiding en leefgebied
De blauwgrijze honingeter komt voor in een groot gebied in het midden van Australië, voornamelijk in de staat West-Australië. Het is een vogel van scrubland (mulga), maar wordt ook wel aangetroffen bij menselijke nederzettingen in het binnenland.

## Status
De blauwgrijze honingeter heeft een enorm groot verspreidingsgebied en daardoor alleen al is de kans op uitsterven gering. De grootte van de populatie is niet gekwantificeerd, maar de indruk bestaat dat de aantallen dalen. Echter, het tempo van achteruitgang ligt onder de 30% in tien jaar (minder dan 3,5% per jaar). Om deze redenen staat deze honingeter als niet bedreigd op de Rode Lijst van de IUCN.